# Човек вук
Човек вук је алтернативни рок-бенд из Београда, формиран 2013. године од чланова групе Блок аут.

## Биографија
Култни београдски рок-бенд Блок аут формирали су 1990. године сликар Милутин Јованчић–Мита, гитаристи Данило и Лаки, басиста Трле и бубњар Деки. Бенду се као гитариста 1991. године придружује Никола Врањковић. Уз неколико измена у постави, бенд је постојао до 2013. године, када Врањковић напушта бенд, а затим региструје назив бенда на своје име у Заводу за заштиту интелектуалне својине, иако није био оснивач бенда.
Остали чланови Блок аута наступали су само два пута под старим називом, а затим су променили назив бенда у Човек вук, користећи за основу назива сценски алтер-его фронтмена групе Милутина Јованчића.
Бенд је издао свој први албум, „Црна кутија“, крајем 2014. године. Током 2015. године бенду се придружила и клавијатуристкиња Луна Шкопеља, а касније ју је заменио Иван Клајнер.

## Дискографија
- Црна кутија (Метрополис рекордс, 2014)